# Triangolo con un settimo dell'area

L'area del triangolo piccolo è un settimo dell'area del triangolo grande.

In geometria piana, un triangolo ABC contiene un triangolo con un settimo dell'area di ABC e che è formato nel seguente modo: i lati di questo triangolo giacciono sulle rette p, q, r dove
p passa per il vertice A e per un punto sul segmento BC a una distanza da B che è 1/3 della distanza di B da C,
q passa per il vertice B e per un punto sul segmento CA a  una distanza da C che è 1/3 della distanza di C da A,
r passa per il vertice C e per un punto sul segmento AB a una distanza da A che è 1/3 della distanza di A da B.
La prova dell'esistenza del triangolo con un settimo dell'area consegue dalla costruzione di sei rette parallele:
due parallele a p, una attraverso C, l'altra attraverso q.r,
due parallele a q, una attraverso A, l'altra attraverso r.p
due parallele a r, una attraverso B, l'altra attraverso p.q.
Il suggerimento di Hugo Steinhaus è che il triangolo (centrale) con lati p,q,r è riflesso nei lati e nei suoi vertici. Questi sei triangoli aggiuntivi coprono parzialmente ABC, e lasciano sei triangoli aggiuntivi sporgenti che giacciono al di fuori di ABC. Focalizzandosi sul parallelismo della costruzione completa  (offerta da Martin Gardner attraverso la rivista in linea di James Randi), la congruenza a coppie delle parti sporgenti e mancanti di ABC è evidente. Così i sei triangoli esterni più l'originale centrale equivalgono all'intero triangolo ABC.
Secondo Cook e Wood (2004), questo triangolo intrigò Richard Feynman in una conversazione a pranzo; continuano a fornire quattro diverse dimostrazioni. De Villiers (2005) fornisce una generalizzazione e un risultato analogo per un parallelogramma.
Un risultato più generale è conosciuto come teorema di Routh.